# Saint-Jean-de-Thurigneux
Saint-Jean-de-Thurigneux es una comuna francesa del departamento de Ain, en la región de Auvernia-Ródano-Alpes.

## Demografía
| 260 | 240 | 273 | 329 | 504 | 554 | 789 |
| Para los censos de 1962 a 1999 la población legal corresponde a la población sin duplicidades (Fuente: INSEE [Consultar]) |     |     |     |     |     |     |